# نخل گرتر
نخل گرتر (نام علمی: Sabal gretheriae) نام یک گونه از سرده نخلک‌ها است.